# Flavon
Flavon (németül: Pflaumb,  ladin nyelven Flaon) 508 lakosú község az olaszországi Trentino-Alto Adige régió Trento autonóm megyéjében. A község polgármestere Emiliano Tamè. A község védőszentje Keresztelő Szent János.

## Elhelyezkedése
Flavon Trentótól, a megyeszékhelytől 34 kilométerre északra helyezkedik el, a Nocce folyó partjától 2-3 kilométerre.